# O Mistério da Estrada de Sintra
O Mistério da Estrada de Sintra é um romance da autoria conjunta de Eça de Queirós e de Ramalho Ortigão. Foi publicado no Diário de Notícias, de Lisboa, sob a forma de cartas anónimas, entre 24 de Julho e 27 de Setembro de 1870, recebendo a primeira versão em livro em 1884. É a primeira narrativa de cariz policial da literatura portuguesa, e marca a estreia literária de Eça de Queirós, em colaboração com o seu grande amigo Ramalho Ortigão.
Esta obra foi adaptada para o cinema em 2007 por Jorge Paixão da Costa.

## Enredo
“Perguntou-me se queria jantar. Conquanto lhe respondesse negativamente, ele abriu uma mesa, trouxe um cabaz em que havia algumas comidas frias. Bebi apenas um copo de água.
Ele comeu.
Lentamente, gradualmente, começámos a conversar quase em amizade. Eu sou naturalmente
expansivo, o silêncio pesava-me. Ele era instruído, tinha viajado e tinha lido. De repente, pouco depois da uma da noite, sentimos na escada um andar leve e cauteloso, e logo alguém tocar
na porta do quarto onde estávamos, O mascarado tinha ao entrar tirado a chave e havia-a
guardado no bolso. Erguemo-nos sobressaltados, O cadáver achava-se coberto, O
mascarado apagou as luzes.
Eu estava aterrado, O silêncio era profundo; ouvia-se apenas (...)”

— O Mistério da Estrada de Sintra (1870)
A história começa com o sequestro de um médico – Dr.*** – e de seu amigo escritor – F... O rapto, realizado por quatro mascarados, ocorre na estrada de Sintra. O Dr.*** e o seu companheiro são levados para uma misteriosa casa, onde se encontrava o cadáver estrangeiro. Sabendo que um deles era médico, os raptores pretendiam verificar se, de facto, o homem estava morto. Entretanto, são surpreendidos pela entrada de um jovem – A.M.C., que viria a esclarecer todo o mistério.
Rytmel era, afinal, um oficial britânico que morreu vítima de uma dose excessiva de ópio que lhe dera a amante – condessa de W., prima do mascarado alto. Esta desejava apenas adormecê-lo para confirmar nos seus papéis se ele era ou não amante de uma irlandesa.
A condessa de W. era casada com um homem rico que não a fazia feliz. Conhecera Rytmel numa viagem que fizera com o marido e com o primo a Malta. Cármen disputara Rytmel com a condessa. Quando Rytmel lhe anuncia a sua vinda, esta suspeitando do seu namoro com uma outra mulher, Miss Shorn, fica enciumada e mata-o involuntariamente.
A.M.C., estudante de Coimbra, honesto e provinciano, ouviu as confidências da condessa e dispôs-se a ajudá-la na noite do falecimento de Rytmel, em que a encontrara desvairada e nervosa. Quando volta ao local do crime, a pedido da condessa, encontra os mascarados, o médico e o seu amigo.
Todos juntos decidiram encobrir a atitude da condessa e fariam o enterro do inglês. A condessa de W. acaba por se isolar num convento.